# Алахуеленсе
«Алахуеленсе», повна назва «Ліга Депортіва Алахуеленсе» (ісп. Liga Deportiva Alajuelense) — футбольний клуб з міста Алахуела в Коста-Риці. Другий за титулами і популярності клуб Коста-Рики після «Сапрісси».

## Історія
Клуб заснований 18 червня 1919 року. «Алахуеленсе» примітний тим, що вигравав мінімум по одному чемпіонству в кожне з десятиліть, в яких проводилися чемпіонати країни. Більше жодному клубу в Коста-Риці не вдалося досягти таких результатів.
«Алахуеленсе» став першим коста-риканским клубом, який домігся перемоги в Кубку чемпіонів КОНКАКАФ в 1986 році. Крім того, команда двічі брала участь у південноамериканських клубних змаганнях — у 2000 році в Кубку Мерконорте, і в 2006 — у Південноамериканському кубку.

## Досягнення
- Чемпіон Коста-Рики (29): 1928, 1939, 1941, 1945, 1949, 1950, 1958, 1959, 1960, 1966, 1970, 1971, 1980, 1983, 1984, 1990/91, 1991/92, 1995/96, 1996/97, 1999/00, 2000/01, 2001/02, 2002/03, 2004/05, Зим. 2010, Років. 2011, Зим. 2011, Зим. 2012, Зим. 2013
- Володар Кубка Коста-Рики: 1926,[1] 1928,[2] 1937,[3] 1941,[4] 1944,[5] 1948,[6] 1949,[7] 1977.[8]
- Переможець Кубка чемпіонів КОНКАКАФ (2): 1986, 2004
  - Фіналіст Ліги чемпіонів КОНКАКАФ (3): 1971, 1992, 1999